# Marmosa andersoni
Marmosa andersoni är en pungdjursart som beskrevs av Leo Pine 1972. Marmosa andersoni ingår i släktet dvärgpungråttor och familjen pungråttor. IUCN kategoriserar arten globalt som otillräckligt studerad. Inga underarter finns listade.
Pungdjuret förekommer i ett litet område i centrala Peru. Arten vistas där i skogar med undervegetation av bambu. Den är aktiv på natten och klättrar vanligen i växtligheten. Födan utgörs av insekter och frukter samt av små ryggradsdjur (ödlor, fåglar, möss) och ägg.
De få individer som blev uppmätta hade en kroppslängd av cirka 12,5 cm och en vikt av 28 till 38 g. Arten har rödbrun päls på ovansidan och gulvit päls på undersidan. Gränsen mellan dessa två färgar är skarp. Liksom hos andra dvärgpungråttor finns mörka fläckar vid ögonen som liknar en ansiktsmask. Svansens botten är naken och vid kanten av den nakna regionen förekommer två kännetecknande rader av silvergrå hår. Arten tillhör pungdjuren men honor saknar pung (marsupium).
Vätska från körtlarna vid revbenen används troligen för doftmarkering. Synen, hörseln, luktsinnet och känseln med morrhåren är bra utvecklade. Fortplantningssättet antas vara lika som hos andra arter av samma släkte. Honor har nio spenar och en kull borde inte ha fler ungar än nio.